# Admisión
Admisión es el primero de los cuatro tiempos de un motor de combustión interna. Al comienzo de la fase de admisión, la válvula de admisión se abre y el pistón comienza a descender provocando una caída de presión en el cilindro, lo que a su vez provoca la entrada desde el exterior de aire fresco en el caso de un motor diésel, o de mezcla inflamable de aire y combustible en el caso de un motor de Ciclo Otto vulgarmente llamado motor de gasolina.
Cuando el pistón ha finalizado su carrera descendente y el cilindro se ha llenado de aire o mezcla inflamable, la válvula de admisión se cierra y comienza la carrera de compresión.